# Saropogon pulcherrimus
Saropogon pulcherrimus là một loài ruồi trong họ Asilidae. Saropogon pulcherrimus được Williston miêu tả năm 1901. Loài này phân bố ở vùng Tân nhiệt đới.